# Fuchsberg (Egenhofen)
Fuchsberg ist ein Gemeindeteil von Egenhofen im oberbayerischen Landkreis Fürstenfeldbruck.

## Geografie
Die Einöde liegt circa eineinhalb Kilometer nordöstlich von Wenigmünchen. Der östlich entspringende Fuchsberggraben fließt südlich vorbei und mündet weiter im Westen in den Rohrbach. Der Ort ist über eine Verbindungsstraße von Wenigmünchen aus zu erreichen.

## Geschichte
Fuchsberg war ein Ortsteil der ehemals selbständigen Gemeinde Wenigmünchen. Diese wurde am 1. Mai 1978 nach Egenhofen eingegliedert.